# Milk (Film)

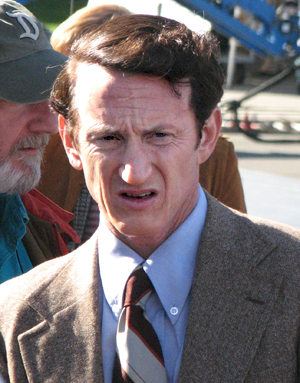
Sean Penn bei Dreharbeiten zu Milk, 2008

Milk ist eine US-amerikanische Filmbiografie aus dem Jahr 2008. Regie führte Gus Van Sant, das Drehbuch schrieb D. Lance Black. Der Film erhielt zahlreiche Preise, darunter zwei Oscars (für Drehbuch und Hauptdarsteller; acht Nominierungen) sowie in Deutschland das Prädikat wertvoll.
Die Handlung basiert auf der Biografie von Harvey Milk (dargestellt von Sean Penn), einem US-amerikanischen Bürgerrechtler der Schwulen- und Lesbenbewegung und dem ersten offenen Schwulen, der in Kalifornien in ein öffentliches Amt gewählt wurde.

## Handlung
Die Handlung spielt in den Jahren 1970 bis 1978. Der in New York lebende Bürgerrechtler Harvey Milk zieht mit seinem Freund Scott Smith nach San Francisco, in den von zahlreichen Homosexuellen bewohnten Stadtteil Castro. Er setzt sich für die Rechte Homosexueller ein und fasst den Entschluss, Politiker zu werden. Für den jüngeren Aktivisten Cleve Jones wird er zum Mentor. Seine Kandidaturen – unter anderem für das Parlament des Bundesstaats – scheitern.
Milk kandidiert für den Stadtrat; Anne Kronenberg leitet seinen Wahlkampf. In dieser Zeit beginnt er eine Beziehung mit dem Mexikaner Jack Lira.
Milk wird gewählt und kämpft gegen Kündigungen, die wegen homosexueller Orientierung ausgesprochen wurden. Er protestiert gegen ein geplantes Referendum, mit dem schwulen Lehrern verboten werden soll, ihren Beruf auszuüben. Es kommt zu einer Auseinandersetzung mit Stadtrat Dan White, in deren Verlauf dieser Milk und den Bürgermeister George Moscone erschießt. Während die Motive der wirklichen Tat nie vollständig geklärt werden konnten, deutet der Film an, dass womöglich verdrängte Homosexualität bei Dan White eine Rolle gespielt haben könnte.

## Kritiken
Kirk Honeycutt schrieb in der Zeitschrift The Hollywood Reporter vom 2. November 2008, die „grandiose Filmbiografie“ richte sich an ein „interkulturelles Publikum“. Sie sei der erste „große Film“, der die Bürgerrechte aus der Perspektive der Schwulenbewegung thematisiere. Der „ausgezeichnet ausgeführte“ Film zeige Menschen und den Zeitgeist, ohne die Details zu vergessen. Penn gehöre zu jenen Darstellern, die deren Kunst vollständig beherrschten. Er benutze Stimme, Körperbewegungen, Dialogzeilen und „etwas Undefiniertes“ in seiner Psyche, um in eine andere Person zu schlüpfen. Brolin wirke „überraschend sympathisch“.
Emanuel Levy schrieb auf www.emanuellevy.com, der Film sei sehr gut, aber nicht großartig. Einige Teile seien emotional wirkungsvoll, sie würden jedoch kein zufriedenstellendes Porträt des Protagonisten ergeben. Sean Penn solle für seine beste Darstellung seit Mystic River eine weitere Oscar-Nominierung bekommen.
Todd McCarthy schrieb in der Zeitschrift Variety vom 2. November 2008, der Film zeige „geschickt“ und „liebevoll beobachtet“ einen Teil des Lebens von Harvey Milk. Er sei vor allem wegen der „überraschenden und gänzlich gewinnenden“ Darstellung von Sean Penn bemerkenswert. McCarthy lobte ferner das „unübertrefflich ausdrucksvolle“ Spiel von Josh Brolin.
Franz Ther schrieb in den OÖN vom 20. Februar 2009, dass hier Gus van Sant seine filmische Handschrift hauptsächlich auf Kamera und Schnitt beschränkt habe, wobei auch Archivmaterial benutzt wurde. Tonbandaufzeichnungen von Harvey Milk, die von diesem ein Jahr vor seinem Tod gemacht wurden, seien der rote Faden des Geschehens. Für Sean Penn sei dies eine Paraderolle, in der er eindrucksvoll seine Ausdruckspalette einsetze, von kindlicher Unbefangenheit bis zu politstrategischer Schlitzohrigkeit.
Christina Krisch schrieb in der Kronen-Zeitung vom 19. Februar 2009, dass der Regisseur diese verstörende Chronik eines angekündeten Todes in eine bewegende, fast dokumentarisch anmutende Zeitreise einbette, die eine aus den Fugen geratene Gesellschaftsordnung fokussiere.

## Hintergründe
Der Film wurde in San Francisco und in Atherton gedreht. Die Produktionskosten wurden auf 15 Millionen US-Dollar geschätzt. Die Weltpremiere fand am 28. Oktober 2008 in San Francisco statt. Ab dem 26. November 2008 wurde der Film in ausgewählten Kinos in den USA gezeigt, in Deutschland feierte Milk am 19. Februar 2009 Premiere. Harvey Milks Biografie von Randy Shilts erschien unter dem Titel Harvey Milk – Ein Leben für die Community im Bruno Gmünder Verlag.

## Auszeichnungen

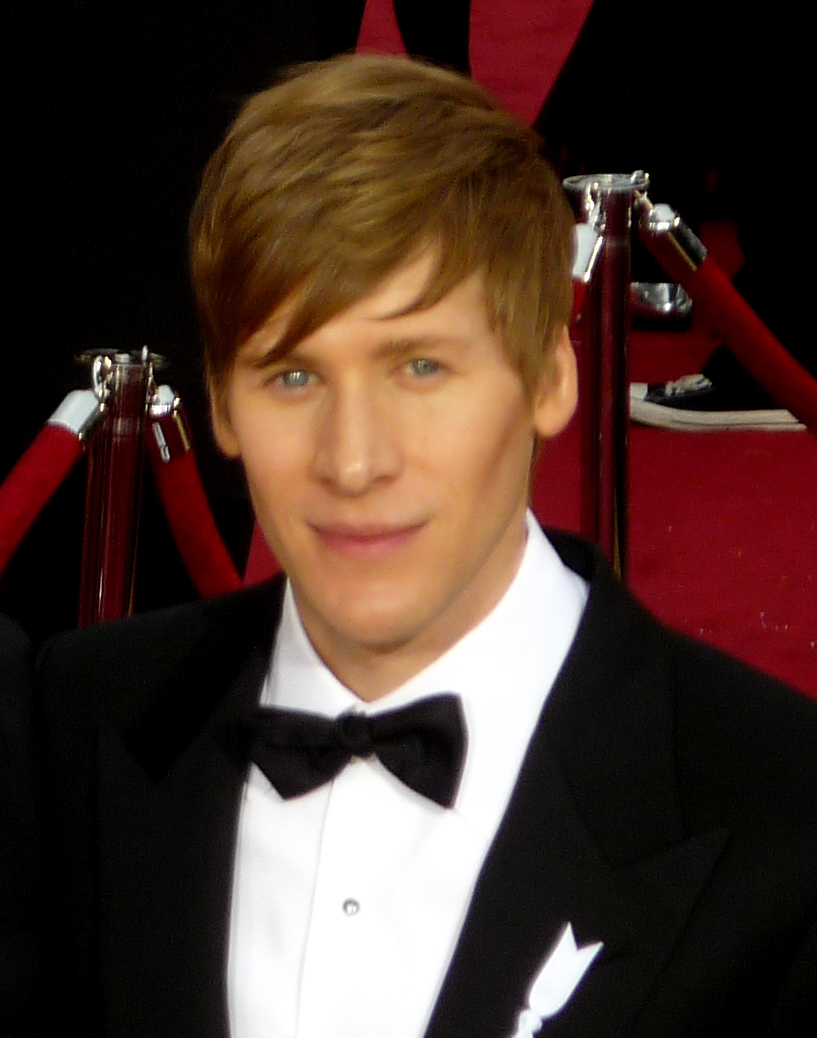
Preisträger Lance Black bei den 81. Oscarverleihungen 2009

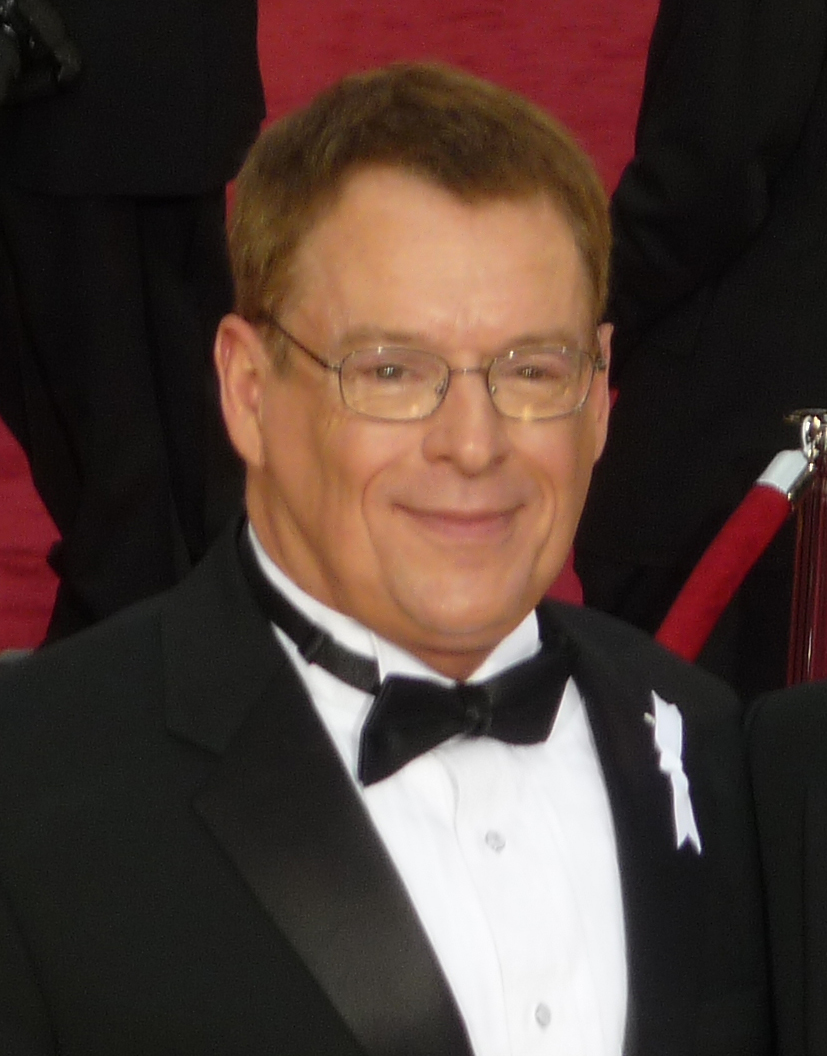
Cleve Jones bei den 81. Oscarverleihungen 2009

- Die Deutsche Film- und Medienbewertung (FBW) verlieh dem Film das Prädikat wertvoll.[12]

Academy Award (Oscar) 2009
- Bester Hauptdarsteller: Sean Penn – gewonnen
- Bestes Drehbuch: Lance Black – gewonnen
- Bester Film: Dan Jinks und Bruce Cohen (Produzenten) – nominiert
- Beste Regie: Gus Van Sant – nominiert
- Bester Nebendarsteller: Josh Brolin (Dan White – Milks Mörder) – nominiert
- Beste Filmmusik: Danny Elfman – nominiert
- Beste Kostümierung: Danny Glicker – nominiert
- Bester Schnitt: Elliot Graham – nominiert

Golden Globes 2009
- Bester Hauptdarsteller: Sean Penn – nominiert

Satellite Award 2008
- Bestes Drama – nominiert
- Bester Hauptdarsteller: Sean Penn – nominiert
- Bester Nebendarsteller: James Franco – nominiert
- Beste Filmmusik: Danny Elfman – nominiert
- Bestes Drehbuch: Dustin Lance Black – nominiert
- Beste Regie: Gus van Sant – nominiert

Weitere Ehrungen
- National Board of Review Award – Bester Nebendarsteller – Josh Brolin – gewonnen
- Los Angeles Film Critics Association Award – Bester Hauptdarsteller – Sean Penn – gewonnen

## Trivia
Der bekannte zeitgenössische New Yorker Künstler Jeff Koons hat in diesem Film einen kleinen Auftritt als kalifornischer Lokalpolitiker.

## Synchronisation
Die deutsche Synchronisation entstand 2009 im Auftrag von Constantin Film bei der Synchronfirma FFS in Berlin. Die Dialogregie und das Schreiben der Synchronbücher übernahm Christoph Cierpka.
| Rolle                        | Schauspieler  | Synchronsprecher  |
| ---------------------------- | ------------- | ----------------- |
| Harvey Milk                  | Sean Penn     | Tobias Meister    |
| Cleve Jones                  | Emile Hirsch  | Dirk Stollberg    |
| Dan White                    | Josh Brolin   | Marcus Off        |
| Scott Smith                  | James Franco  | Markus Pfeiffer   |
| Jack Lira                    | Diego Luna    | Tobias Müller     |
| Anne Kronenberg              | Alison Pill   | Manja Doering     |
| Danny Nicoletta              | Lucas Grabeel | Dirk Petrick      |
| Bürgermeister George Moscone | Victor Garber | Frank-Otto Schenk |
| Dick Pabich                  | Joseph Cross  | Oliver Feld       |